# Callibio
Callibio (metà del V secolo a.C. – dopo il 404 a.C.) è stato un militare spartano.

## Biografia
Callibio era l'armosta che comandava la guarnigione spartana insediatasi ad Atene dopo la fine della guerra del Peloponneso (404 a.C.). 
I trenta tiranni si assicurarono il suo favore colla più calcolata deferenza; così, Callibio permise loro di usare i suoi soldati a piacimento, come strumento di repressione.
Plutarco racconta che mobilitò i suoi soldati per colpire l'atleta Autolico (che i Trenta misero a morte, pensando che avrebbe risentito dell'insulto); ciò dimostra che, come molti altri governatori spartani, Callibio aveva un comportamento grossolano e prepotente.